# Christuskirche (Offenbach am Main)
Koordinaten: 50° 6′ 2,2″ N, 8° 45′ 52″ O
Die Christuskirche in Offenbach am Main ist ein altkatholischer Sakralbau im Stadtzentrum von Offenbach. Die Kirche steht zwischen dem Otto-Steinwachs-Weg und der Bismarckstraße. Das Gebäude, dessen Entwurf von dem Architekten Max Schröder stammt, ist Kulturdenkmal nach dem Hessischen Denkmalschutzgesetz.

## Geschichte
In Offenbach besteht seit 1873 eine altkatholische Pfarrgemeinde. Bereits am 5. Oktober 1872 erschien in der Offenbacher Zeitung unter dem Titel Aufruf an die Katholiken aus Offenbach und Umgebung ein Artikel, der zu den ältesten Belegen für die Existenz der alt-katholischen Bewegung in Deutschland gehört. Ein Jahr später verfassten die Mitglieder des Offenbacher (Alt-)Katholikenvereins eine „Constitution“, in der sie die Dogmen von der Unfehlbarkeit und der Universaljurisdiktion des Papstes zurückwiesen und sich zugleich als Katholiken bekannten, die ihrem alten Glauben treu bleiben wollten. Diese Konstitution, in der auch das Recht auf Gemeindebildung, auf Abhaltung von Gottesdiensten und Anstellung von Geistlichen festgeschrieben wurde, ist das Gründungsdokument der alt-katholischen Gemeinde Offenbach. Wer dieses Dokument unterschrieb (die Unterschriften wurden vom Bürgermeisteramt gegengezeichnet und gesiegelt) wurde zum Mitglied der Gemeinde. Im Jahre 1874 wurde von der großherzoglichen Regierung in Darmstadt die offizielle Errichtung einer „alt-katholischen Pfarrei in Offenbach und Bieber mit dem Sitze in Offenbach“ bestätigt.
In den darauf folgenden knapp 30 Jahren war die Gemeinde in verschiedenen evangelischen Gotteshäusern zu Gast, bis durch Spenden und Stiftungen genügend Geld zusammengekommen war, um eine eigene Kirche zu bauen.

## Baugeschichte
Die neugotische Kirche wurde von dem Offenbacher Architekten Max Schröder entworfen; die Baukosten betrugen 65.000 Mark, wobei der Bauplatz neben dem damaligen Jüdischen Friedhof von der Stadt unentgeltlich zur Verfügung gestellt wurde. Die Ausstattung, ebenfalls im neugotischen Stil gehalten, schuf der Bildhauer Valentin Klimm. Der Grundstein wurde am 24. Juni 1900 gelegt, Bischof Theodor Weber weihte die neugebaute Kirche am 1. September 1901.
Nach erheblichen Schäden im Zweiten Weltkrieg wurde das Innere der Kirche im Jahre 1968 saniert, dabei wurden neue Farbverglasungen nach Entwürfen von Karl Lutz eingebaut. Von Klimms Werken hatten den Krieg nur das Gestühl, einige Leuchter und die Krieger-Gedächtnistafel überstanden. In den 1980er Jahren erfolgte eine Außensanierung, deren spektakulärster Teil das Aufsetzen der 16 Meter hohen und 14 Tonnen schweren Turmspitze am 28. September 1981 war.
Eine Madonnenfigur an der rechten und Darstellungen der vier Evangelisten an der linken Chorwand stammen, ebenso wie ein tönerner Kruzifix und die Steinmetzarbeiten an Kanzel und Altar, von Heinrich Voegele.
Das Bauwerk hat, neben der geschichtlichen und künstlerischen Bedeutung, hohe städtebauliche Bedeutung mit seiner Lage an der Bismarckstraße am Rande der Freifläche des ehemaligen jüdischen Friedhofs. Es steht unter Denkmalschutz.

„Die Kirche ist ein bleibender Beleg für den Geist, der Offenbach geprägt hat: Offenheit, Liberalität und eine Heimat auch für Andersdenkende.“